# Francis Lukeman
Francis Lawrence „Frank” Lukeman (ur. 20 czerwca 1885 w Montrealu, zm. 23 grudnia 1946 tamże) – kanadyjski wieloboista, medalista igrzysk olimpijskich.
Amatorska kariera lekkoatletyczna rozpoczęła się w połowie pierwszej dekady XX wieku, kiedy to został powołany do reprezentacji narodowej na IV Letnie Igrzyska Olimpijskie w Londynie w 1908 roku, gdzie startował w czterech konkurencjach: biegu na 100 i 200 metrów, skoku w dal i sztafecie 4 × 400 metrów. Początkowo, wbrew zaleceniom rządu, trenował w Montreal Amateur Athletic Association, choć później przeniósł się do stołecznego klubu w Ottawie. Cztery lata później wystartował na V Letnich Igrzyskach Olimpijskich w Sztokholmie w 1912 roku. Brał tam udział w pięciu konkurencjach: biegu na 100 metrów i na 110 metrów przez plotki, dziesięcioboju (w którym wycofał się z rywalizacji po ośmiu konkurencjach), sztafecie 4 × 100 metrów i w pięcioboju. Ten ostatni start zakończył się dla niego zdobyciem brązowego medalu, po dyskwalifikacji Amerykanina Jima Thorpe'a. Mimo przywrócenia mu medalu w 1982 roku, Lukeman zachował swój medal.
Rekordzista Kanady w różnych konkurencjach lekkoatletycznych.
Lukeman brał także udział w zorganizowanym w 1911 roku Festiwalu Imperium Brytyjskiego, zorganizowanym na cześć nowo koronowanego króla Jerzego V. Impreza stała się pierwowzorem dla późniejszych Igrzysk Imperium Brytyjskiego.
W czasie Pierwszej wojny światowej Lukeman służył w trzecim regimencie Victoria Rifles of Canada i awansował na stopień sierżanta. Po zakończeniu wojny zakończył karierę sportową i wrócił do rodzinnego Montrealu.

## Rekordy życiowe
- bieg na 100 metrów – 10,8 (1912)
- bieg na 200 metrów – 21,7y (1910)
- bieg na 110 metrów przez płotki – 15,8y (1910)
- skok w dal – 7,04 m (1908)
- dziesięciobój – 5591,760 pkt (1912)